# Barnes (London)
Barnes egy külvárosi körzet a londoni Richmond upon Thames kerületben, a Temze déli partjának kanyarulatában, Mortlake és Putney között. 
A kerület legszélső északkeleti részét foglalja el, amely a legközelebbi része London központjához. A körzet központja 5,8 mérföldre (9,3 km) délnyugatra fekszik Charing Crosstól. Épített környezete a Barnes-tó közelében lévő utcákban magában foglal számos üzletet, nevezetes 18. és 19. századi épületet, a Barnes Village természetvédelmi területet, ahol a folyóparttal együtt, a 19. század közepén épült ingatlanok többsége összpontosul. A körzet keleti felén terül el a WWT London Wetland Centre, amely Anglia ritka vízimadarainak ad otthont. Barnes megőrizte természeti adottságait, így természetvédelmi területén illetve a Temze-part mentén kialakítottak egy erdei tanösvényt, amely a Barnes Trail nevet viseli. Barnes Village ben található az egykor híres brit független kereskedelmi hangstúdió az Olympic Studios épülete, amelynek székhelye a londoni Barnes volt. A Thames Path National Trail nemzeti gyalogösvény egy része Barnes-ban halad végig, a Temze teljes kanyarulata mentén, amelyet az Oxford–Cambridge evezősverseny megrendezésekor használnak a legtöbben.

## Nevének eredete
Barnes az 1086-os Domesday Book-ban a szász Berne (jelentése: pajta) néven szerepelt.

## Története
Barnes, 925-ben még a mortlake-i uradalomhoz tartozott. A becsült lakosság ekkoriban 50-60 fő volt. 1150 körül kezdték el építeni a St Mary‘s Parish Church plébániatemplomot. 1538-ban Thomas Cromwell, VIII. Henrik főtanácsadója a plébániatemplomokban elrendeli a keresztelési, házassági és temetési nyilvántartások vezetését. Barnes első anyakönyvi bejegyzései ebből az évből származnak. 1665-ban pestisjárvány sújtotta a falut és 18-an haltak meg. 1777-ben himlőjárvány tizedelte a lakosságot amely 54 áldozatot követelt. 
1800-ban Barnes lakossága 860 fő, lakóházainak száma 170. 1827-ben ünnepség nélkül nyitják meg az első Hammersmith hidat. 1846-ban nyitották meg a vasutat, majd három évvel később felavatják a barnes-i vasúti hídat, amit negyven év elteltével kibővítenek. 1887.június 18-án Viktor Albert herceg megnyitja a térség fontos infrastruktúráját, az új Hammersmith hidat.
Barnes és Mortlake 1894-ben egyesül és Barnes városi kerületi tanácsává válik.
A település lakossága a századfordulón 10 047 főre emelkedett. 1903. június 13-tól kezdődően 60 órán keresztül szakadatlanul esett az eső, melynek következményeként Barnes-t súlyos árvíz sújtja. 1906-ban megindul az első motoros autóbuszjárat Mortlake-ből Barnes-en keresztül Londonba. 1832-ben V. György Borough Charter-t adományoz Barnes-nak, melynek során Barnes, Mortlake és East Sheen közös közigazgatás alá kerül. 1965-től Barnes a Richmond upon Thames londoni kerületének része lesz. A 19. század közepéig a faluban még alig volt több, mint néhány üzlet és fogadó, valamint néhány impozáns ház. A Hammersmith híd 1827-es befejezésével és a vasút 1846-os kiépítésével Barnes Nagy-London részévé vált és gyorsan fejlődött és növekedett, de a település máig megőrizte történelmi jellegét.

## Nevezetességek

### St Mary's Church

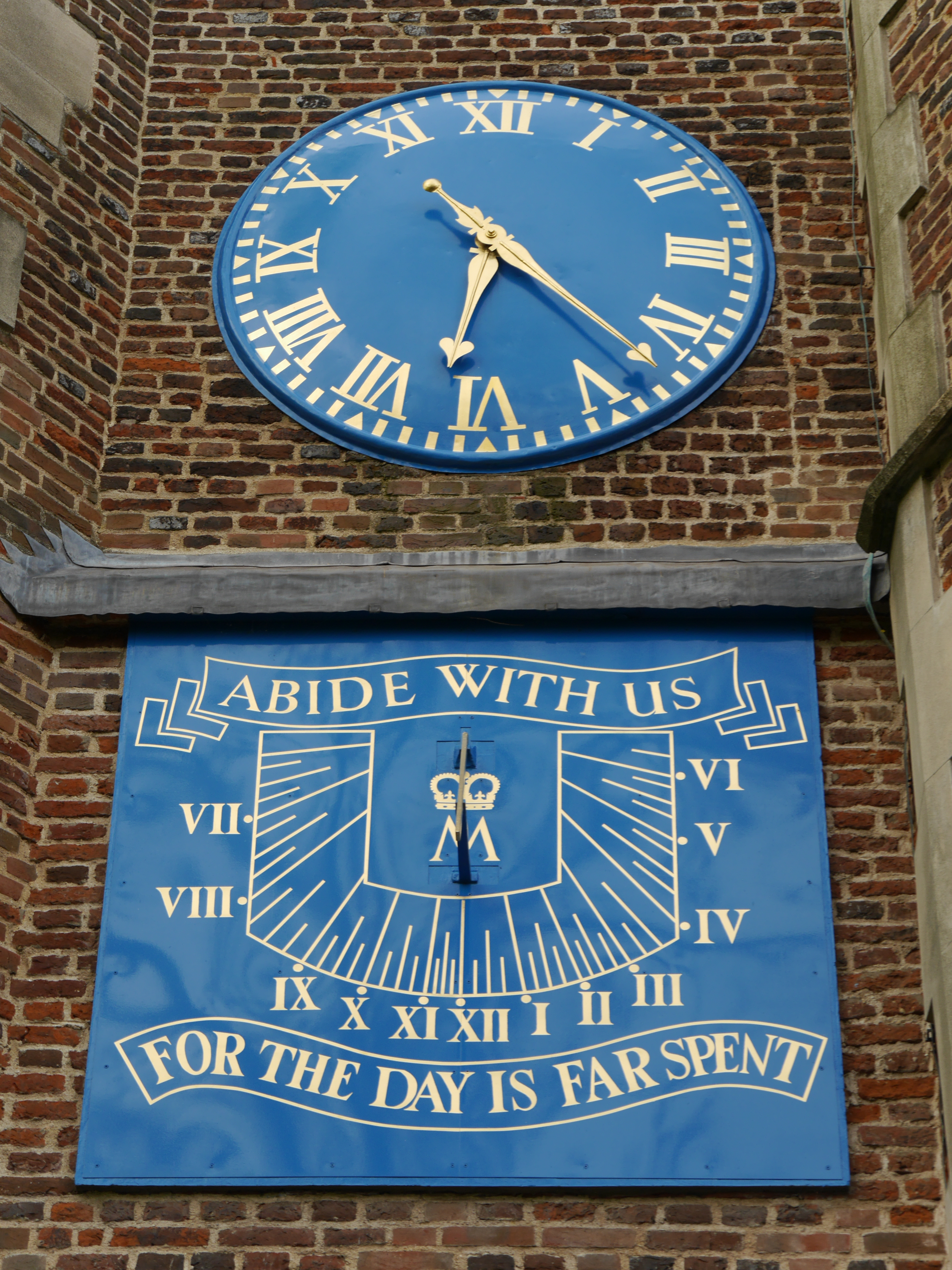
A St Mary's Church toronyórája és napórája

Barnes legrégebbi épülete, a 12. századból származik. Valamikor 1100 és 1150 között épült,
eredetileg normann kápolnaként, majd a 13. század elején kibővítették.
1215-ben közvetlenül a Magna Carta aláírása után, 
Stephen Langton Canterbury érseke Szent Mária tiszteletére szentelte fel a templomot, 1485-ben és 1786-ban pedig újabb részeket építették hozzá. 1575-ben Thomas Smythe által felhúzzák a Szent Mária templom első harangját. 1792-ben egyszerre kap toronyórát és napórát is. 1978. június 8-án a templomot nagy tűzvész sújtja, melynek során elpusztulnak az épület viktoriánus és  Eduárd korabeli bővítései. Az 1984-ben újjáépített Szent Mária-templomot február 26-án újjászentelik.

### Holy Trinity Barnes

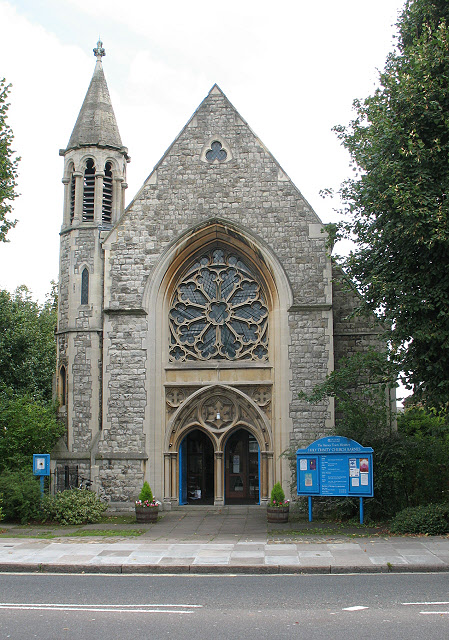
A Holy Trinity church

A viktoriánus templomot Thomas Allom tervezte 1868-ban és a Castelnau Természetvédelmi Terület közepén található.

### St Michael and All Angels Church, Barnes

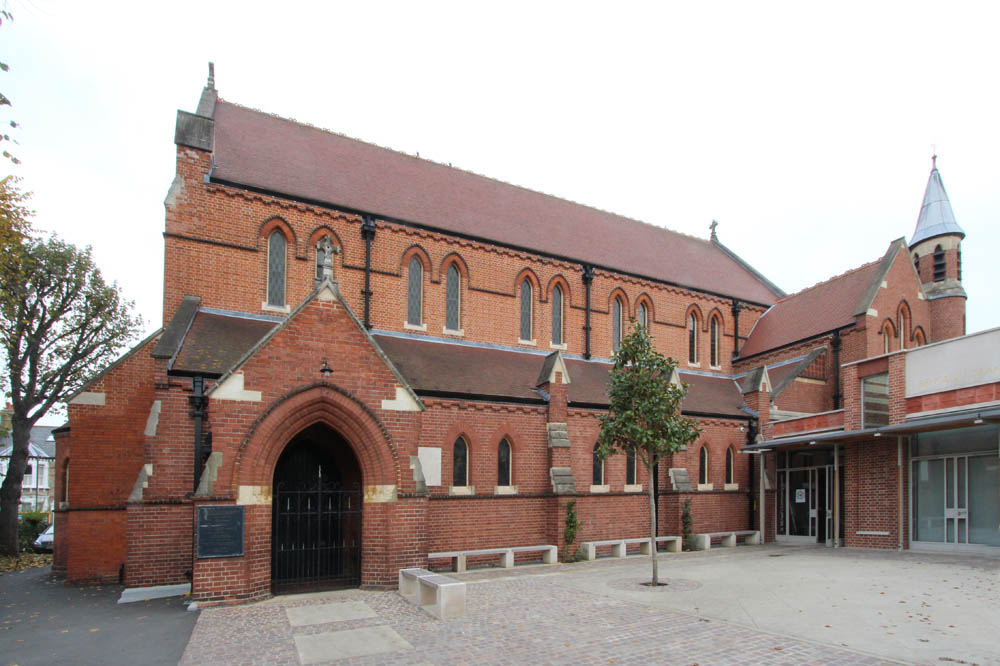
A St Michael & All Angels templom

Az 1867-ben alapított gyülekezet kezdetben egy iskolát és egy templomot egyesített. 
Az iskola mellett 1878-ban ideiglenes bádog tabernákulumot emeltek. A jelenlegi épület 1891–93-ban épült Charles Innes építész tervei alapján, aki maga is a gyülekezet tagja volt. 1936-ban hozzáillő stílusú sekrestyét építettek hozzá.↑ Barnes History: A St. Michael and All Angels templom II. fokozatú (Grade II listed) védett műemlék.

### WWT London Wetland Center

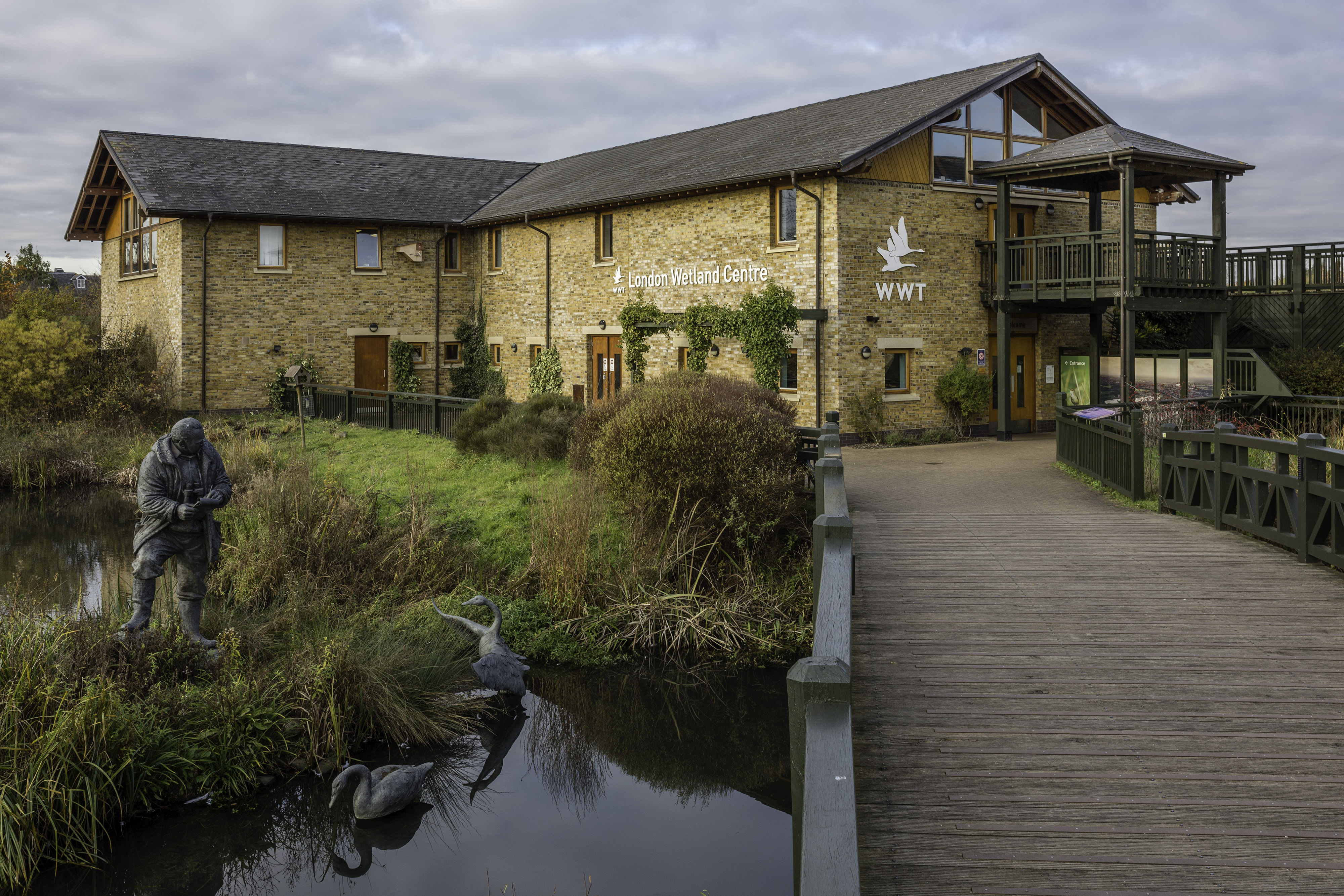
A London Wetland Centre bejárata, a bal oldalon Nicola Godden által készített Peter Scott szobor, jobb oldalon pedig a Visitors Center hídja.

A Barn Elms víztározókat 1995-ben vizes élőhellyé és madárrezervátummá alakították. A WWT London Wetland Centre nagy része állóvizű, legelőből mocsárból és nádasból áll. Tudományos érdeklődésre számot tartó lelőhelyként van számontartva, mivel támogatja az országosan fontos kanalas réce és a kékeszöld csörgő réce telelő populációit. A 40 hektárt elfoglaló mocsaras vidéket, 2000 májusában nyitották meg és azóta számos előadást és ismeretterjesztő foglalkozásokat tartanak az érdeklődők számára, amelynek fő témája az angliai mocsárlakó állatok védelméről szól.

### Barnes Common
A Barnes Common egy fontos nyilvános- és helyi természetvédelmi terület. A 122 hektáros (0,49 km2) park, uralja Barnes déli részét egyfajta vidéki környezetet nyújtva a településnek.
Az állatok számára rengeteg élőhelyet biztosít, beleértve a savas gyepeket, bozótokat, erdőket és vizes élőhelyeket. A létesítményei közé tartozik egy teljes méretű futballpálya és egy tanösvény.

### Barnes Green

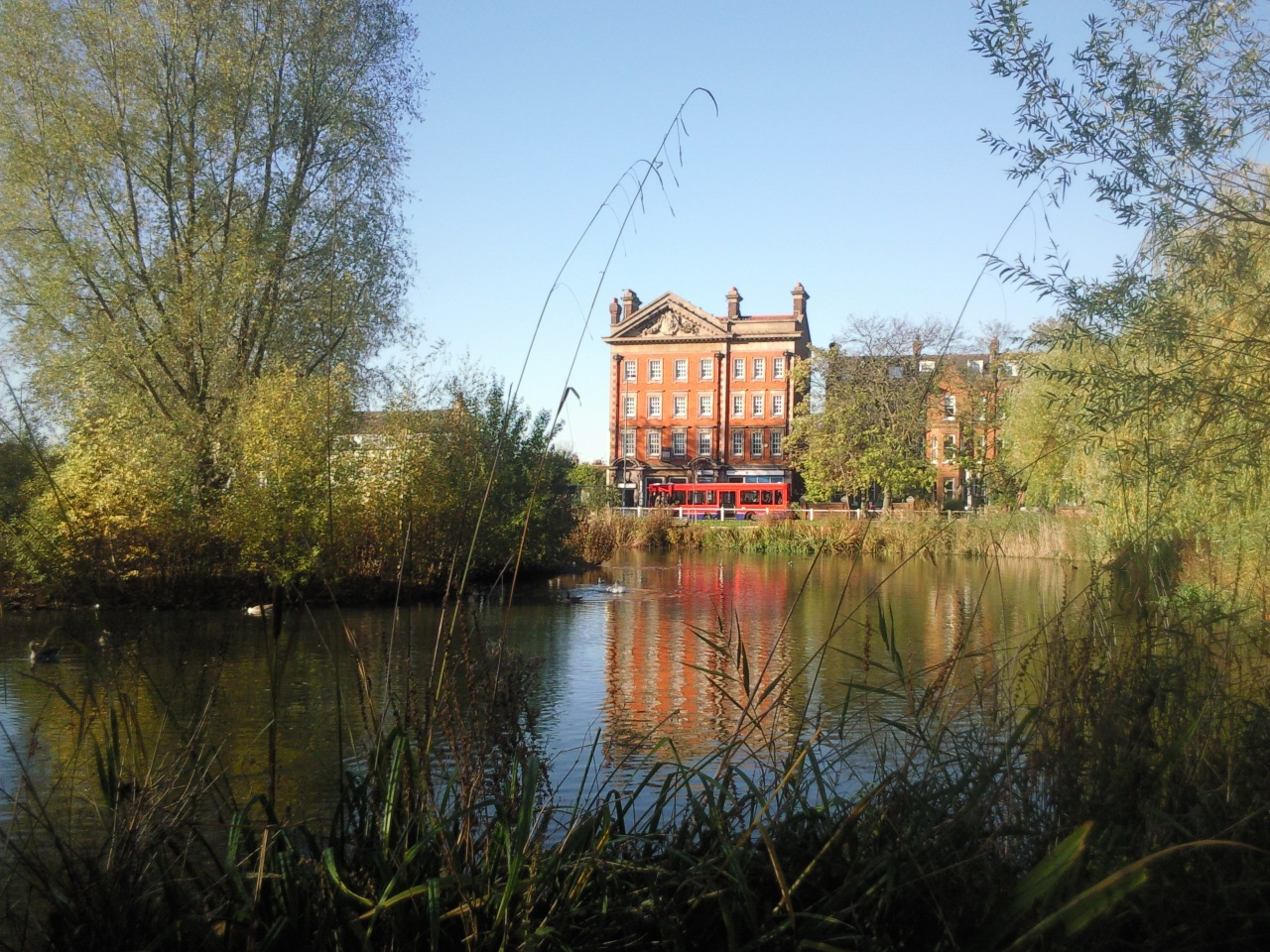
A Barnes-tó és környéke

Barnes fókuszpontja, amely egy védett közterület  és természetvédelmi park, központi helye a Barnes-tó (Barnes Pond) egy kacsaúsztató, amely a környék és az ott elhaladó tanösvény egyik szépségfoltja. A park gyaloghídon keresztül csatlakozik Barnes Commonhoz, a zöldterület déli végén a Beverley Brookon keresztül. 2001 áprilisában a Barnes-tó drámaian kiszáradt, de a Richmond Council és a helyi közösség finanszírozásával újjáépítették és parkosították. A Barnes Pond környéke havonta több szabadtéri és fedett piacnak ad otthont. A Barnes Green a Barnes vásár helyszíne, amelyet minden év júliusának második szombatján rendeznek meg. A Barnes Pond ad otthont London legnagyobb gyermekkönyves rendezvényének, a Barnes Children's Literature Festival-nak, amely mára a második legnagyobb Európában.

### Barnes Trail
2013 júniusában nyitották meg a 2,3 mérföld  hosszú Barnes Trail tanösvényt, amelyet 
úgy terveztek, hogy Barnes legjavát mutassa be turisztikai célpontként. Az ösvény a Red Lion (Vörös Oroszlán} pubnál kezdődik és a Castlenau és a Church Road sarkán ér véget, bár mivel körkörös útvonalról van szó, a látogató bármikor csatlakozhat hozzá.
A járdába süllyesztett kör alakú korongok jelzik az útvonalat, amely erdőn, folyóparton, természetvédelmi területen, viktoriánus városi házak mentén és kereskedelmi utcákon is végigvezet. A fontos helyszíneken megkülönböztetett evezőlapátokon olvashatjuk az ismertetőket, amelyeket további QR-kódolt információkkal is elláttak. A teljes útvonal egy óra alatt körbejárható.

### Thames Path National Trail
Ez a séta a Temzét követi a chiswicki Barnes Brige-től keletre, áthaladva Chiswicken, Hammersmith-en, Fulhamen és Chelsea-n. A Chelsea-től keletre haladva a séta London központjának nevezetességeihez vezet, beleértve a Tate-et, a Westminster-palotát és a London Eye-t, majd az Embankmentnél ér véget.

### Olympic Studios
Az Olympic Studios egy híres brit független kereskedelmi hangstúdió volt, amelynek székhelye a londoni Barnes volt. Leginkább az 1960-as évek végétől a 21. század első évtizedéig, számos előadó, köztük Jimi Hendrix, a The Beatles, a The Rolling Stones, David Bowie, Led Zeppelin, Ella Fitzgerald, a Queen, Ray Charles, a The Who, B. B. King, a Traffic, Prince, Eagles, Madonna, Adele és Björk felvételeiről ismert. Gyakran tekintik olyan jelentősnek, mint az Abbey Road stúdiót és továbbra is fontos kulturális mérföldkőnek számít. A stúdió hangkeverő asztalai akkor váltak híressé, amikor az általuk úttörő technológiát és dizájnt kereskedelmi forgalomba hozták. Az Olympic Stúdió ma egy független filmszínház, amely általános- és művészfilmeket vetít.

### Harrods Furniture Depository

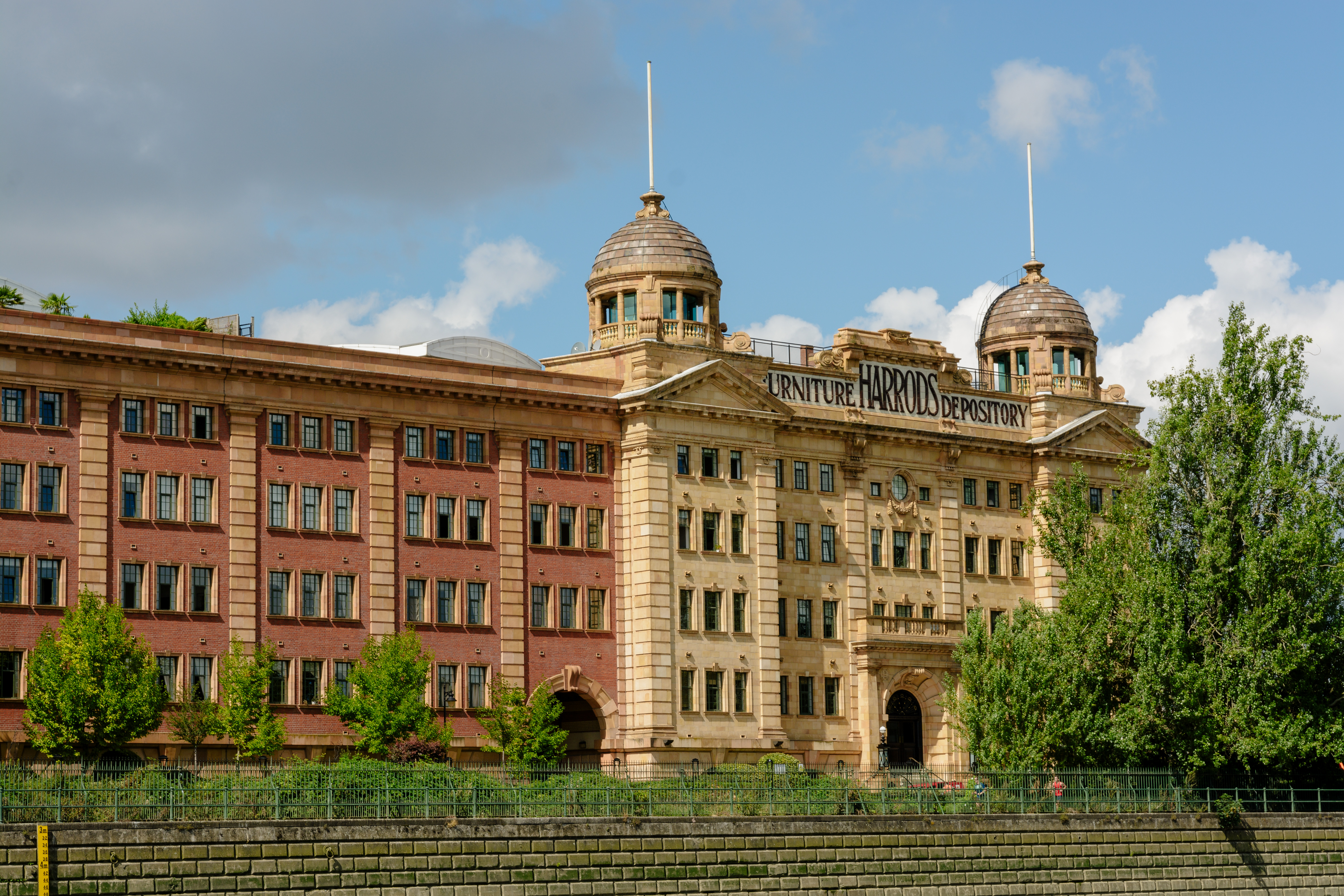
A Harrods Furniture Depository épülete

A Harrods bútorraktár épületei a Temze folyó déli partja mellett, a Hammersmith Bridge 
közelében helyezkednek el, amely egy régi szappangyár helyén épült 1894-ben. 
A jelenlegi lazacrózsaszín terrakotta borítású épületek 1914-ben épültek. Az építész W. G. Hunt volt. A  II. fokozatú (Grade II listed) műemlék ma már nem a Harrods tulajdonában van, de megőrizték eredeti külsejüket. 2000-ben fejeződött be a lakóparkká való átalakítása, amely 250 sorházból és Harrods Village néven ismert penthouse  áll.

### Egyéb nevezetességek

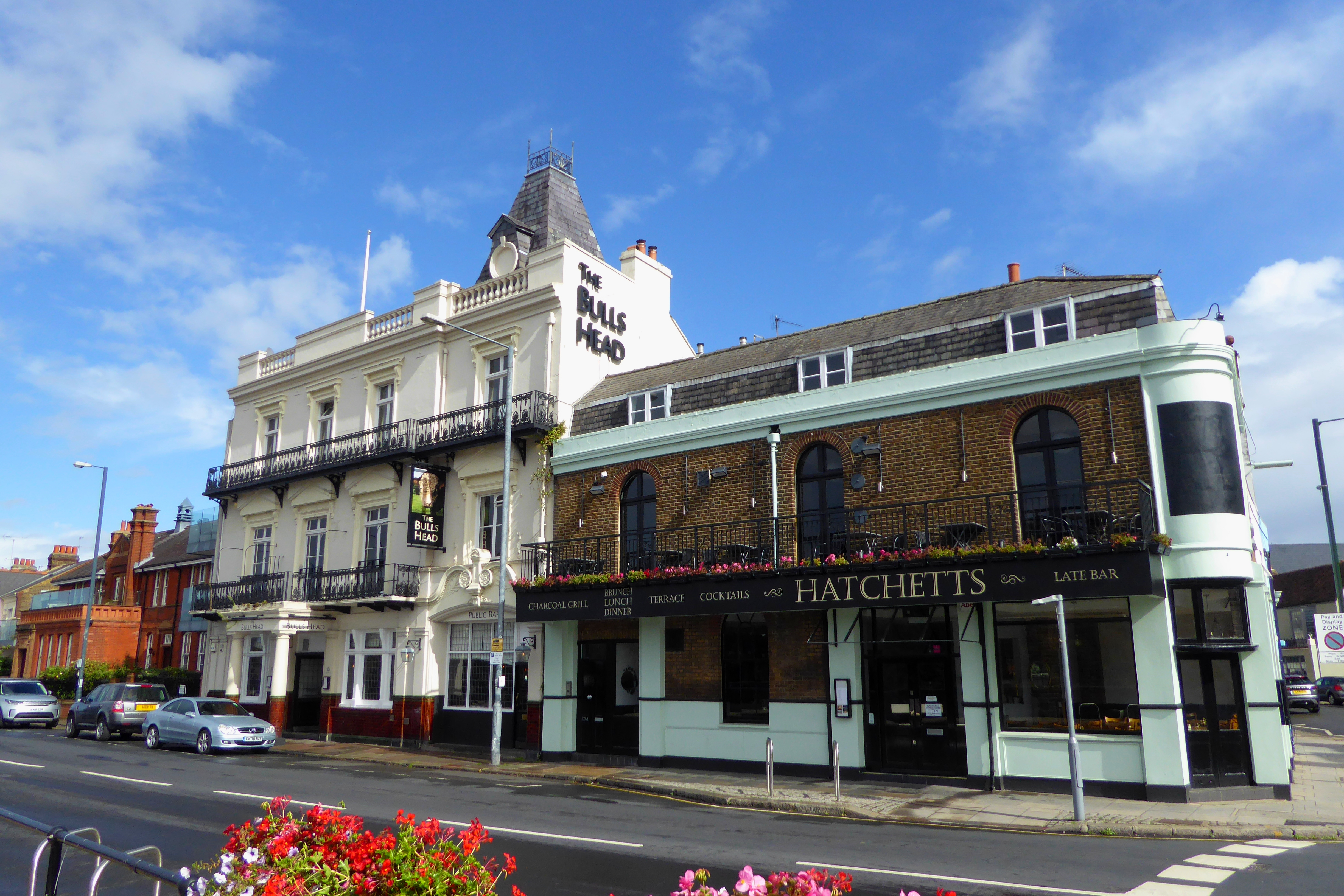
The Bull's Head épülete (balra)

- A Temzével szemben, és a fő kereskedelmi utca csomópontjában található a Bull's Head pub, amely az egyik első dzsessz-helyszín volt Nagy-Britanniában. Ma élőzenének adnak otthont a 80 fő befogadására alkalmas zeneteremben.

- A Temze partján végigfutó sorház a The Terrace, ahol London legrégebbi folyóparti lakóházai közül néhány itt látható. A korabeli 18. század eleji kúriákkal szegélyezett úton találjuk Gustav Holst zeneszerző egykori házát, melyet kék emléktábla jelez. A teraszon egy eredeti, 1891-ben épült vörös téglából épült rendőrőrs is található, melyet lakássá alakították át, de megőrizte eredeti tulajdonságait.

- A Barnes Pond-ra néző rózsaszín homlokzatú Rose House a  17. századból származik, míg a Barnes Green felé néző Milbourne-ház, a környék legrégebbi része 16. századi elemekkel és annak idején Henry Fielding tulajdona volt.[2]

## Nevezetes lakosok
- Joss Ackland angol színész Barnes-ban él
- Samantha Bond angol színpadi és filmszínésznő Barnes-ban született
- Duffy walesi pop rock énekesnő. A The Terrace 26. szám alatt lakott Barnes-ban
- Ronan Keating énekes, dalszerző, zenész Barnes-ban él
- Gary Lineker sportközvetítő és egykori profi labdarúgó Barnesban él
- George MacKay angol színész Barnes-ban nőtt fel
- Brian May zenész, énekes, a Queen együttes gitárosa Barnes-ban a Suffolk Road-on lakott

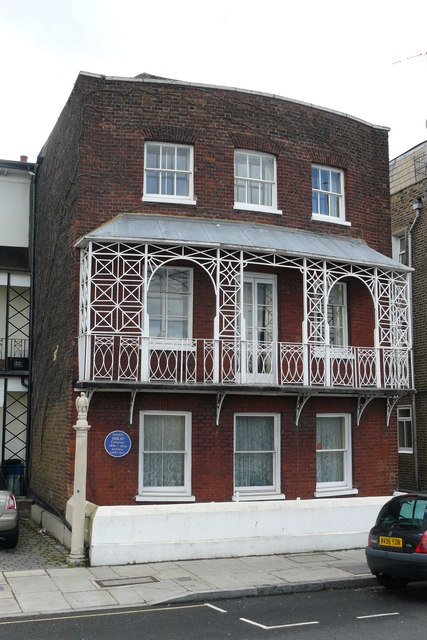
Gustav Holst egykori lakása a kék emléktáblával

- Robert Pattinson angol színész és filmproducezínész Barnes-ban nőtt fel
- Roger Taylor angol zenész, énekes, dalszerző a Queen együttes dobosa a White Hart Lane-en és a Ferry Road 40-ben lakottlt, Barnes-ban
- Stanley Tucci amerikai színész, forgatókönyvíró, producer és filmrendező Barnes-ban él
- Conor McGregor ír vegyes harcművész Barnes-ban él
- John Barnes angol labdarúgó Barnes-ban él

### Történelmi személyek
- Gustav Holst angol zeneszerző, Barnes-ban élt a The Terrace 10. szám alatti házban 1908 és 1913 között, melyre kék emléktábla emlékeztet a ház homlokzatán.
- Georg Friedrich Händel német zeneszerző – aki élete nagy részét Angliában töltötte, 1713 nyarán Barn Elms-ben élt.

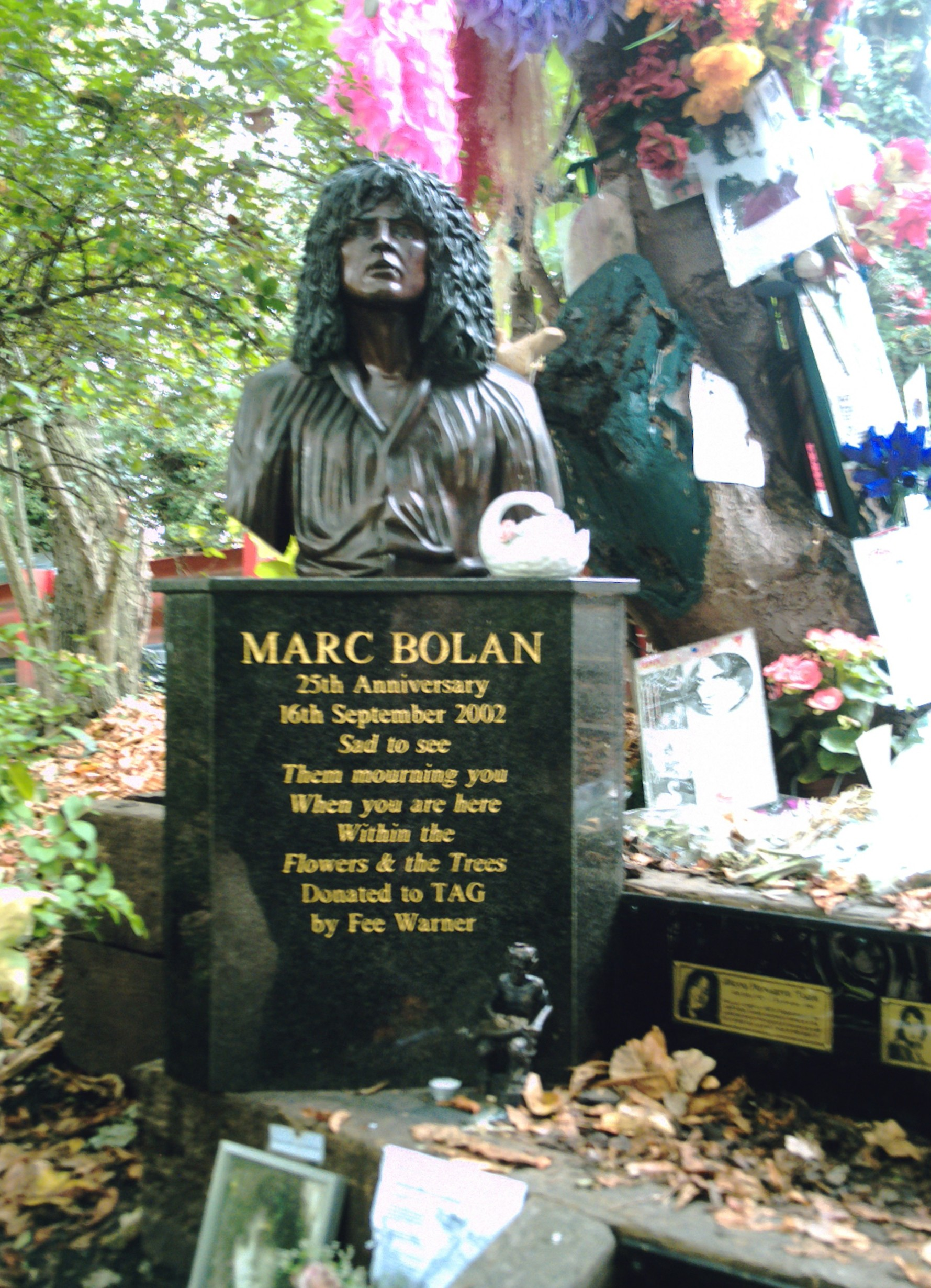
Marc Bolan sziklaszentélye azon a helyen, ahol Barnes-ban egy autóbalesetben meghalt

- Freddie Mercury angol zenész a Queen Mercury énekese és szövegírója Barnes-ban a a Ferry Road 40. szám alatt élt.
- Marc Bolan angol rockzenész, énekes, dalszerző és gitáros 1977-ben történt halálos autóbalesetének helyszíne Barnes-ban található. Halálának 20. évfordulóján, lelkes rajongók egy kis csoportjának köszönhetően, a helyszínen emlékművet emeltek, majd 2002-ben az előadó bronz mellszobrát, amit a zenész fia leplezett le, A Bolan's Rock Shrine (Bolan Rock Szentélye) a Queen's Ride-on (a Gipsy Lane közelében) lelhető fel.[13]

## Közlekedés
Barnes két vasútállomással rendelkezik, (Barnes Station és Barnes Bridge Station) melyet a Clapham Junction-be és a Richmond felé induló buszjáratok szolgálnak ki.
Autóbuszjáratok Barnes-ból: a 33-as, 72-es, 209-es, 265-ös, 283-as, 378-as, 419-es, 485-ös és az éjszakai N22-es járat.
A Hammersmith-híd bezárása súlyosan érintette a hammersmith-i közlekedési kapcsolatokat.

## Környező helyiségek
Barnes, London délnyugati részén található városrész, melyet `nyugatról, északról és keletről a 
Temze folyó kanyarulata határolja.

## Fordítás
- Ez a szócikk részben vagy egészben  a   Barnes, London című angol Wikipédia-szócikk fordításán alapul.  Az eredeti cikk szerkesztőit annak laptörténete sorolja fel. Ez a jelzés csupán a megfogalmazás eredetét és a szerzői jogokat jelzi, nem szolgál a cikkben szereplő információk forrásmegjelöléseként.